# باين (ميزوري)
باين (بالإنجليزية: Pine)‏ هي إحدى المجتمعات الفردية (غير مصنفة) في ولاية ميزوري في الولايات المتحدة الأمريكية.